# Fußball-Landesliga Schleswig-Holstein 1977/78
Die Landesliga Schleswig-Holstein wurde zur Saison 1977/78 das 31. Mal ausgetragen und bildete den Unterbau der drittklassigen Oberliga Nord. Die beiden erstplatzierten Mannschaften durften an der Aufstiegsrunde zur Oberliga Nord teilnehmen. Die Mannschaften auf den beiden letzten Plätzen mussten in die Verbandsliga absteigen.

## Vereine
Im Vergleich zur Saison 1976/77 veränderte sich die Zusammensetzung der Liga folgendermaßen: Der VfB Lübeck war in die Oberliga Nord auf-, während auch keine Mannschaft aus Schleswig-Holstein aus der Oberliga Nord abgestiegen war. Die beiden Absteiger hatten die Landesliga verlassen und wurden durch die drei Aufsteiger BSC Brunsbüttel (Wiederaufstieg nach einer Saison), TSV Nord Harrislee und Blau-Weiß Friedrichstadt (beide erstmals in der höchsten Amateurliga Schleswig-Holsteins) ersetzt.
| Verein                   | Stadt               | Kreis                 | Qualifikation                        |
| ------------------------ | ------------------- | --------------------- | ------------------------------------ |
| Flensburg 08             | Flensburg           |                       | 2. Platz 1976/77                     |
| 1. FC Phönix Lübeck      | Lübeck              |                       | 3. Platz 1976/77                     |
| VfR Neumünster           | Neumünster          |                       | 4. Platz 1976/77                     |
| Schleswig 06             | Schleswig           | Schleswig-Flensburg   | 5. Platz 1976/77                     |
| NTSV Strand 08           | Timmendorfer Strand | Ostholstein           | 6. Platz 1976/77                     |
| FC Union Neumünster      | Neumünster          |                       | 7. Platz 1976/77                     |
| Eutin 08                 | Eutin               | Ostholstein           | 8. Platz 1976/77                     |
| Rendsburger TSV          | Rendsburg           | Rendsburg-Eckernförde | 9. Platz 1976/77                     |
| Büdelsdorfer TSV         | Büdelsdorf          | Rendsburg-Eckernförde | 10. Platz 1976/77                    |
| SC Comet Kiel            | Kiel                |                       | 11. Platz 1976/77                    |
| Heider SV                | Heide               | Dithmarschen          | 12. Platz 1976/77                    |
| VfL Bad Schwartau        | Bad Schwartau       | Ostholstein           | 13. Platz 1976/77                    |
| TSV Westerland           | Westerland          | Nordfriesland         | 14. Platz 1976/77                    |
| TSV Nord Harrislee       | Harrislee           | Schleswig-Flensburg   | Aufsteiger aus der Verbandsliga Nord |
| Blau-Weiß Friedrichstadt | Friedrichstadt      | Nordfriesland         | Aufsteiger aus der Verbandsliga Nord |
| BSC Brunsbüttel          | Brunsbüttel         | Dithmarschen          | Aufsteiger aus der Verbandsliga Süd  |

## Saisonverlauf
Die Meisterschaft und Teilnahme an der Aufstiegsrunde sicherte sich der 1. FC Phönix Lübeck. Als Zweitplatzierter durfte der VfR Neumünster ebenfalls teilnehmen. Lübeck gewann seine Gruppe und stieg auf, während sich Neumünster dem Bremer SV geschlagen geben musste. Der VfL Bad Schwartau musste die Landesliga nach zwei Jahren wieder verlassen, der Büdelsdorfer TSV nach 16 Jahren.

### Tabelle
| Pl. | Verein                       | Sp. | S  | U  | N  | Tore    | Diff. | Punkte |
| --- | ---------------------------- | --- | -- | -- | -- | ------- | ----- | ------ |
| 1.  | 1. FC Phönix Lübeck          | 30  | 20 | 4  | 6  | 062:320 | +30   | 44:16  |
| 2.  | VfR Neumünster               | 30  | 15 | 8  | 7  | 052:310 | +21   | 38:22  |
| 3.  | Flensburg 08                 | 30  | 16 | 4  | 10 | 052:360 | +16   | 36:24  |
| 4.  | NTSV Strand 08               | 30  | 14 | 7  | 9  | 052:390 | +13   | 35:25  |
| 5.  | Eutin 08                     | 30  | 13 | 8  | 9  | 052:370 | +15   | 34:26  |
| 6.  | Rendsburger TSV              | 30  | 12 | 8  | 10 | 049:400 | +9    | 32:28  |
| 7.  | FC Union Neumünster          | 30  | 11 | 10 | 9  | 035:370 | −2    | 32:28  |
| 8.  | TSV Nord Harrislee (N)       | 30  | 10 | 11 | 9  | 047:430 | +4    | 31:29  |
| 9.  | Heider SV                    | 30  | 10 | 11 | 9  | 049:510 | −2    | 31:29  |
| 10. | SC Comet Kiel                | 30  | 11 | 7  | 12 | 042:520 | −10   | 29:31  |
| 11. | Schleswig 06                 | 30  | 9  | 10 | 11 | 040:340 | +6    | 28:32  |
| 12. | TSV Westerland               | 30  | 8  | 11 | 11 | 032:420 | −10   | 27:33  |
| 13. | BSC Brunsbüttel (N)          | 30  | 9  | 6  | 15 | 044:650 | −21   | 24:36  |
| 14. | Blau-Weiß Friedrichstadt (N) | 30  | 8  | 7  | 15 | 054:690 | −15   | 23:37  |
| 15. | VfL Bad Schwartau            | 30  | 5  | 8  | 17 | 036:620 | −26   | 18:42  |
| 16. | Büdelsdorfer TSV             | 30  | 7  | 4  | 19 | 030:580 | −28   | 18:42  |

| (M) | Staffelsieger der Landesliga Schleswig-Holstein 1976/77    |
| (A) | Absteiger aus der Oberliga Nord 1976/77                    |
| (N) | Aufsteiger aus der Verbandsliga Schleswig-Holstein 1976/77 |